# Erik Persson (zapaśnik)
Erik Torsten Persson (ur. 25 kwietnia 1914 w Malmö, zm. 24 września 1969 w Sztokholmie) – szwedzki zapaśnik walczący w stylu wolnym. Olimpijczyk z Londynu 1948, gdzie zajął piąte miejsce w kategorii do 57 kg.
Mistrz Szwecji w 1937 i 1948 w stylu klasycznym i w 1937, 1939, 1940, 1943 i 1947 w stylu wolnym roku.

## Letnie Igrzyska Olimpijskie 1948
| Konkurencja      | Rundy eliminacyjne    | Rundy eliminacyjne     | Rundy eliminacyjne | Klas. końcowa |
| Konkurencja      | Przeciwnik I          | Przeciwnik II          | Przeciwnik III     | Miejsce       |
| ---------------- | --------------------- | ---------------------- | ------------------ | ------------- |
| 57 kg styl wolny | Walter Wenger (SUI) Z | Han Sang-ryong (KOR) Z | Nasuh Akar (TUR) P | 5.            |